# Unibuffel
Unibuffel — БТР с противоминной защитой Вооружённых сил Шри-Ланки.

## История производства
Хотя машина похожа на южно-африканский Buffel, она построена исключительно силами подразделения «Sri Lanka Electrical and Mechanical Engineers» (SLEME) Армии Шри-Ланки. Используется войсками Шри-Ланки в качестве бронетранспортёра защищённого от взрывов мин и самодельных взрывных устройств, в связи с чем Unibuffel играл важную роль в гражданской войне на Шри-Ланке. Unibuffel — это улучшенная версия  бронетранспортёра «Уникон», который был также был построен силами корпуса SLEME. Более 53 бронетранспортёров Unibuffel были изготовлены с 2006 года. Благодаря дизелю ТАТА машина может с легкостью ездить по пересечённой местности. Стоимость одной машины — порядка 4 миллионов рупий.

## Операторы

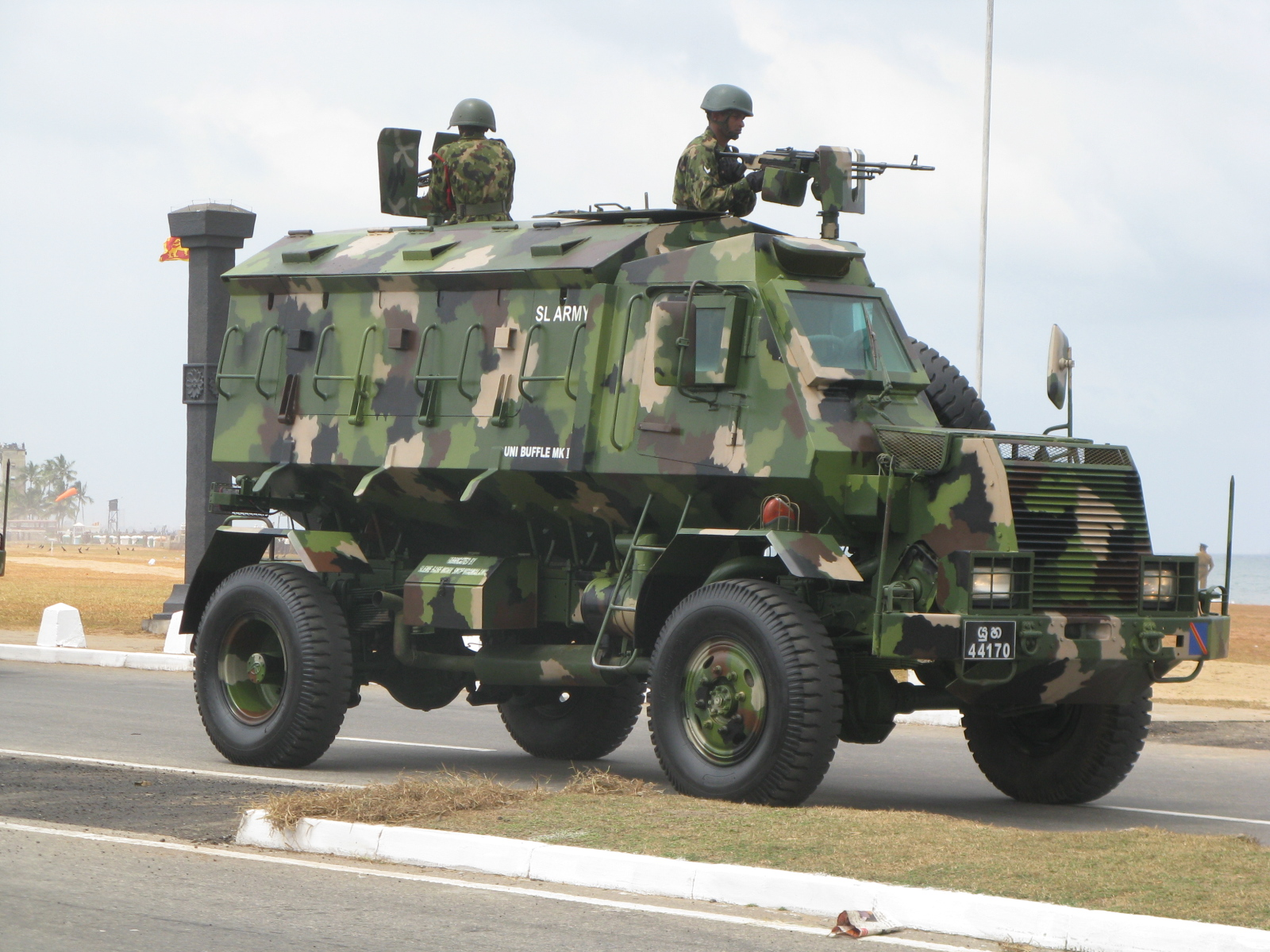
Unibuffel

- Шри-Ланка